# سيريل أرشيبالد
سيريل أرشيبالد هو سياسي كندي، ولد في 1837 في كندا العليا، وتوفي في 13 أبريل 1914 في نورثفيلد في الولايات المتحدة. حزبياً، نشط في الحزب الليبرالي الكندي. وقد انتخب عضو مجلس العموم الكندي.